# Фёдорова, Анжелика Юрьевна
Анжелика Юрьевна Фёдорова (5 ноября 1997, Хакассия) — российская спортсменка хакасского происхождения, борец вольного стиля. Призёрка чемпионатов России 2021 и 2022 года. Мастер спорта по вольной борьбе.

## Биография
Анжелика родилась в селе Матур Таштыпского района республики Хакассии, Россия. Начала тренироваться по вольной борьбе с 2010 года под руководством ее первого тренера Юрия Никитовича Кусургашева в средней образовательной школе села Матур. После средней школы переехала в Абакан, где тренировалась в доме борьбы им. И. Ярыгина под руководством Марата Семеновича Кичеева. После окончание училище олимпийского резерва в Абакане, Фёдорова переехала в Новокузнецк (Кемеровская область) и начала представлять этот регион. Тренировалась в спортивной школе имени Анатолия Георгиевича Смолянинова.

## Спортивная карьера
В 2013-2014 года Фёдорова была призёркой первенств России среди кадетов (до 16 лет) и финалисткой гран-при Германии 2014 среди кадетов. В 2015 и 2017 годах стала победительницей первенств России среди юниорок (до 20 лет) и выступила на первенстве Европы 2015 в Турции, где стала лишь пятой. В 2017 году Фёдорова стала вице-чемпионкой первенства Европы среди юниоров, проходившей в Германии, после выступила на гран-при Испании в Мадриде и первенстве мира в Тампере (Финляндия), но не добилась успеха. В начале 2020 года стала участницей гран-при Иван Ярыгин в Красноярске и бронзовой призёркой чемпионата России среди студентов. В 2021 году на чемпионате России по вольной борьбе выиграла бронзовую медаль для сборной Кемеровской области в весовой категории до 50 кг, в конце 2021 года выиграла кубок России, победив в финале Полину Лукину из Ростовской области. В 2022 году повторила свой успех на чемпионате России, добыв снова бронзовую медаль и серебро второго турнира серии лиги Поддубного в Москве. Летом 2023 года неудачно выступления на чемпионате России 2023 в Дагестане.

## Спортивные результаты
- 2017 Первенство Европы среди юниоров — ;
- 2020 Чемпионат России среди студентов — ;
- 2021 Чемпионат России — ;
- 2021 Кубок России — ;
- 2022 Чемпионат России — ;
- 2022 Всероссийская спартакиада — ;